# Бэгот, Уильям (рыцарь)
Сэр Уильям Бэгот (англ. Sir William Bagot; умер 6 сентября 1407) — английский рыцарь, землевладелец из Уорикшира. В период с 1388 по 1402 годы 11 раз избирался в парламент как рыцарь графства. По-видимому, участвовал в выступлении лордов-апеллянтов в 1387 году, но позже перешёл на сторону короля Ричарда II и стал одним из самых доверенных его советников. Когда Ричарда сверг Генри Болингброк, Бэгот был арестован, но смог оправдаться и получил свободу. Стал персонажем пьесы Уильяма Шекспира «Ричард II» и её экранизаций.

## Биография

### Ранние годы и начало карьеры
Уильям Бэгот принадлежал к рыцарскому роду из Стаффордшира и был сыном сэра Ральфа Бэгота и его жены Джоан. Дата его рождения неизвестна. В родном графстве у Уильяма были только два не очень ценных владения, однако в начале 1380-х годов он купил в соседнем Уорикшире поместья Багинтон, Уолстон и Дрейкот, а также арендовал у аббатства Стоунли поместье Морехолл. В 1394 году, доказав в суде своё происхождение по матери от сэра Джона Орреби (по-видимому, вымышленное), Бэгот добился передачи ему четырёх поместий в Чешире, приносивших доход 36 фунтов в год. Его жена была наследницей земель в Ноттингемшире, но неизвестно, вступила ли она в свои права при жизни мужа.
Успешным началом своей карьеры и ростом влияния в Уорикшире Бэгот был обязан в первую очередь покровительству Томаса Бошана, 12-го графа Уорика, к окружению которого принадлежал с 1375 года. Однако сэр Уильям не связывал свою судьбу исключительно с Уориком. Об этом говорят тяжба между Бэготом и одним из советников графа, Джоном Кейтсби, относительно мельницы в Бубенхолле, и тот факт, что Бэгот предложил своему оппоненту посредничество не только Уорика, но и Джона Гонта, герцога Ланкастерского, с которым был связан по крайней мере с 1379 года. Герцог причислял его к своей свите и в 1382—1388 годах платил пенсию 10 фунтов в год. В 1386 году, когда Джон отправился в кастильский поход, сэра Уильяма он оставил в Англии со своим старшим сыном — Генри Болингброком, графом Дерби. С этого времени Бэгот носил на одежде знак Ланкастерского дома.
У сэра Уильяма сложились близкие отношения с ещё одной аристократической семьёй — Моубреями. В 1380 году он был в числе дворян, получивших опеку над поместьями несовершеннолетнего графа Ноттингема, и заседал в комиссии, расследовавшей растрату имущества этого вельможи. В 1381 году Бэгот занимался сдачей некоторых владений графа в аренду. Перед своей смертью в 1383 году Ноттингем передал ему в пожизненное владение поместье в Нортгемптоншире, приносившее 20 фунтов в год. Позже выяснилось, что Бэгот, управляя одним из замком графа в Уорикшире, присваивал его доходы, но это не повлияло на отношения между сэром Уильямом и наследником Джона Моубрея Томасом: последний доверял Бэготу до конца жизни.
Источники дают мало информации о поведении сэра Уильяма во время политического кризиса 1387—1388 годов, когда лорды-апеллянты (и в их числе Томас Бошан, Томас Моубрей и Генри Болингброк) на время отстранили от реальной власти короля Ричарда II. Известно только, что в 1398 году Ричард официально помиловал Бэгота «за все деяния, совершенные в свите Томаса, герцога Глостера, и Ричарда, графа Арундела», — главных вождей оппозиции. Отсюда следует, что сэр Уильям поддерживал лордов-апеллянтов; возможно, именно он убедил Моубрея и Болингброка выступить против короля в декабре 1387 года. Бэгот был депутатом палаты общин во время работы Беспощадного парламента, осудившего на смерть ряд королевских фаворитов (февраль 1388 года), и именно ему было поручено привести население Уорикшира к присяге на верность новому правительству. Сэр Уильям явно мог влиять на лордов-апеллянтов: например, в марте 1388 года он добился помилования сэра Томаса Астона, обвинённого в убийстве.

### Служба королю
В течение 1380-х годов Бэгот наращивал своё влияние в Уорикшире. Два срока подряд (1382—1384) он занимал должность шерифа и отвечал, таким образом, за проведение трёх парламентских выборов. Несмотря на свою связь с лордами-апеллянтами, сэр Уильям начал сближаться с королём. В 1389 году он стал лордом Мидлвича в Чешире и пожизненным хранителем замка Карнарвон, получил опеку над богатым поместьем Мейнелл в Мидленде. В последующие два года Ричард передал Бэготу управление свинцовыми рудниками в Северном Уэльсе и поместьем Чейлсмор в Уорикшире.
В это время сэр Уильям постепенно сворачивал сотрудничество с Томасом Бошаном, сближаясь с его братом Уильямом, бароном Бергавенни, и сохраняя близость с Моубреем и Болингброком. Он был уже достаточно влиятелен, чтобы без тесного союза с графом добиваться своего переизбрания в парламент от Уорикшира; за период с 1388 по 1397 годы Бэгот избирался 10 раз. В 1395 году его противники в городе Ковентри спровоцировали масштабные беспорядки, а в 1396 году Бэгот был привлечён к суду по обвинению в убийствах, укрывательстве преступников и незаконном освобождении заключённых (речь шла в том числе о временах, когда обвиняемый был шерифом). В суде председательствовал граф Томас. Вскоре Бэгота отправили в лондонскую тюрьму Маршалси, его дело было передано в Суд королевской скамьи, и в 1397 году сэр Уильям был оправдан.
Летом 1397 года король приказал схватить трёх главных лордов-апеллянтов — Уорика, Глостера и Арундела. Бэготу он поручил арестовать всё движимое имущество Уорика и его сторонников. Месяц спустя на заседании парламента именно сэр Уильям вместе с Генри Грином и Джоном Буши потребовал аннулировать помилования, выданные когда-то арестованным. В итоге те были приговорены к смерти; Арундела обезглавили, Глостер был, по-видимому, убит, а Уорику заменили казнь на вечную ссылку. Бэгот был награждён за службу выгодной должностью управляющего всеми поместьями Арундела. Последующие два года он занимал, наряду с Буши и Грином, ключевые позиции в королевском совете. Моубрей и Болингброк, в прошлом лорды-апеллянты, тоже оставались в окружении монарха, так что сэр Уильям оказался в щекотливом положении. Ему пришлось в марте 1398 года подписать обязательство выплатить тысячу фунтов Джону Гонту, его жене или детям в случае, если он попытается лишить их имущества, а также заявить, что, если он окажется причастен к смерти одного из этих людей, его следует убить на месте без суда.

### Падение
Между Моубреем и Болингброком вскоре произошёл конфликт, и Ричард II изгнал обоих. В начале 1399 года умер Джон Гонт. Болингброк, лишённый наследства, летом того же года высадился в Англии и поднял мятеж, намереваясь вернуть себе герцогство Ланкастерское. Король тогда находился в Ирландии, где подавлял очередное восстание, а в его отсутствие страной правили Бэгот, Буши, Грин и хранитель королевства Эдмунд Лэнгли, 1-й герцог Йоркский. Узнав о высадке Болингброка, сэр Уильям смог собрать для правительственной армии 140 человек. Однако мятежники получили практически всеобщую поддержку, а потому Бэгот, Буши и Грин укрылись в Бристоле. Город вскоре сдался, Буши и Грина казнили, сэр Уильям бежал морем в Ирландию, но там его вскоре арестовал сэр Питер Бактон.
После заключения в замке Кнаресборо и в Ньюгетской тюрьме Бэгот предстал перед судом первого парламента Болингброка (теперь короля Англии Генриха IV). Его обвинили в кознях против Джона Гонта и лордов-апеллянтов, но он смог оправдаться. В частности, сэр Уильям заявил, что, узнав о намерении Ричарда II присвоить наследство Гонта, он отправил слугу по имени Роджер Смарт на континент, чтобы предупредить Болингброка, и Смарт подтвердил это под присягой. Вину за убийство Глостера Бэгот переложил на герцогов Албемарла, Суррея и Эксетера. Он дал важные показания о самодержавном стиле правления Ричарда II, за что Генрих IV, по-видимому, был ему благодарен. Из-за этого, а также, возможно, из-за старой дружбы Бэгот не был осуждён, хотя и провёл примерно год (ноябрь 1399 — ноябрь 1400) в Тауэре.
В феврале 1401 года очередной парламент полностью восстановил Бэгота во всех его правах. Годом позже сэр Уильям был снова избран депутатом и это говорит о том, что он сохранил определённое влияние в Уорикшире. В последние годы жизни Бэгот судился с Уильямом Холтом (видимо, собственным племянником) из-за поместья Астон; эта тяжба была передана на рассмотрение Эдварду Норвичскому, 2-му герцогу Йоркскому (в прошлом герцогу Албемарлу), и Ричарду де Бошану, 13-му графу Уорику. Прежде, чем эти вельможи вынесли решение, сэр Уильям умер. Это произошло 6 сентября 1407 года.

## Семья
Уильям Бэгот был женат на Маргарет Уоттон, дочери Роберта Уоттона. Из детей, родившихся в этом браке, выжила только дочь Изабелла, ставшая женой Томаса Стаффорда.

## В культуре
Бэгот стал одним из персонажей исторической хроники Уильяма Шекспира «Ричард II». Он появляется и в телевизионных фильмах, снятых по Шекспиру. В частности, в первой части цикла «Пустая корона» его играет Сэмюел Рукин.